# Astrid Lødemel
Astrid Lødemel (* 9. Dezember 1971 in Oslo, Norwegen) ist eine ehemalige norwegische Skirennläuferin.
Die Abfahrts- und Super-G-Spezialistin errang in ihrer Karriere im Weltcup 14 Top-10-Plätze, einen Sieg konnte sie aber nicht verbuchen. Als bestes Resultat erreichte sie den zweiten Platz beim Super-G von Vail im Dezember 1992, wobei sie auf die Siegerin Ulrike Maier lediglich zwei Hundertstelsekunden einbüßte. Einen dritten Platz erreichte sie im März 1993 in der Abfahrt von Morzine hinter Katja Seizinger und Regina Häusl.
Bei den Olympischen Winterspielen 1992 in Albertville wurde Astrid Lødemel 15. in der Abfahrt und 22. in der Kombination. Der Höhepunkt ihrer Karriere waren die Skiweltmeisterschaften 1993 in Morioka. In der Abfahrt gewann sie hinter Kate Pace die Silber-, drei Tage später im Super-G hinter Katja Seizinger und Sylvia Eder die Bronzemedaille. 1995 beendete sie ihre Karriere als Skirennläuferin.